# Rolf Furuli
Rolf Johan Furuli (19 de diciembre de 1942) es profesor emérito (desde 2011) en Lenguas semíticas de la Universidad de Oslo

## Estudios y obras
Comenzó sus estudios acerca de la cronología de Babilonia en 1984, se graduó como magíster en 1995 y obtuvo el doctorado en 2005. En sus estudios y escritos, defiende las doctrinas de los Testigos de Jehová, de los cuales se considera miembro. En especial sostiene la creencia teológica de que Jerusalén fue destruida por los babilonios en 607 a. C. contra el consenso académico que sitúa el hecho en 586/7 a. C.
En su tesis doctoral propuso una visión novedosa del sistema verbal del hebreo clásico, también ha realizado numerosas traducciones de textos semíticos al noruego.
En 2020, Furuli publicó un libro titulado My Beloved Religion – and the Governing Body en el cual sostiene que la creencias de los Testigos de Jehová son correctas, pero cuestiona a sus líderes, por este motivo fue excluido de tal denominación religiosa.

## Críticas
En la revisión de su tesis, la profesora Elisabeth R. Hayes del Wolfson College de Oxford, escribió que su tesis, con la cual no todos concordaban, era un importante elemento para el estudio del hebreo.
En el número del año 2004 del Journal for the Study of the Old Testament, el especialista en historia del judaísmo Lester L. Grabbe, de la Universidad de Hull, criticó su estudio sobre la cronología como la obra de un aficionado, carente de evidencias y que no contrastaba sus teorías con los especialistas en el tema.

## Publicaciones
Ha escrito trabajos sobre traducción de la Biblia e historia bíblica.
- 1995 – Imperfect consecutive and the Verbal system of Biblical Hebrew (tesis, magister artium, Universidad de Oslo)
- 1997 – The Problem of Induction and the Hebrew verb en Elie Wardini (ed.) Built on solid Rock. ISBN 82-7099-283-6
- 1999 – The Role of Theology and Bias in Bible Translation with a special look at the New World Translation of Jehovah's Witnesses ISBN 0-9659814-4-4
- 2000 – Modern models and the study of dead languages Motskrift NTNU, Trondheim pp. 83–86 (en noruego)
- 2001 – The study of new religious movements with a stress on the mental health of Jehovah's Witnesses (con Leon Groenewald y Johan Nerdrum) Tidsskrift for Norsk Psykologforening,  2, pp. 123–128. (en noruego)
- 2001 – Gilgamesh and Atrahasis two Babylonian Heroes (con Jens Braarvig y Tor Åge Bringsværd)
- 2002 – Science and Bible translation – "Christianizing" and "mythologizing" of the Hebrew text of the Bible ISBN 82-994633-1-9 (en noruego y danés)
- 2002 – The NWT's translation of the Hebrew verbal system with particular stress on waw consecutive (33 pages), en Tony Byatt and Hal Fleming's (eds) Your Word is Truth—The Fiftieth Anniversary of the New World Translation ISBN 0-9506212-6-9
- 2003 – Assyrian, Babylonian, Egyptian, and Persian Chronology Compared with the Chronology of the Bible, Volume 1: Persian Chronology and the Length of the Babylonian Exile of the Jews ISBN 82-994633-3-5[11]
- 2003 – The book of Enoch – traducido del Ge'ez al noruego.ISBN 82-525-5177-7
- 2004 – The Dead Sea Scrolls (traducido de algunos documentos hebreos y arameos) ISBN 82-525-5199-8
- 2005 – The verbal System of Classical Hebrew An Attempt to Distinguish Between Semantic and Pragmatic Factors en L. Ezard and J. Retsø (eds.) Current Issues in the Analysis of Semitic Grammar and Lexicon I  pp. 205–31. ISBN 3-447-05268-6
- 2006 – A New Understanding of the Verbal System of Classical Hebrew – An attempt to distinguish between pragmatic and semantic factors ISBN 82-994633-4-3
- 2006 – Sumerian Writings (tradujo algunos documentos del sumerio al noruego) ISBN 82-525-6213-2
- 2007 –The Neo-Babylonian Chronology and the Cuneiform Tablet VAT 4956 in  Forschung-Bibel-Artefakte. pp. XIV-XVIII ISBN 978-3-9811529-2-0
- 2007 – Assyrian, Babylonian, Egyptian, and Persian Chronology Compared with the Chronology of the Bible, Volume 2: Assyrian, Babylonian and Egyptian Chronology ISBN 978-82-994633-6-2
- 2008  – Assyrian, Babylonian, Egyptian, and Persian Chronology Compared with the Chronology of the Bible, Volume 1: Persian Chronology and the Length of the Babylonian Exile of the Jews, revised edition ISBN 82-994633-5-1
- 2008 –  Kebra Nagast (traducidos del Ge´ez al noruego)  ISBN 978-82-525-6704-5
- 2008 – Baal the King of the Gods in Ugarit (tradujo algunos documentos del ugaríticos, fenicios y hebreos al noruego.) ISBN 978-82-525-6590-4
- 2009 – "How do Jehovahs Witnesses think? A Witness describes the faith," in H.K. Ringnes and H.K. Sødal, eds Jehovahs Witnesses An interdisciplinary Study (en noruego) ISBN 978-82-15-01453-1
- 2011 – The Role of Theology and Bias in Bible Translation With a Special Look at the New World Translation of Jehovah’s Witnesses, Second edition, Stavern, Norway: Awatu Publishers. ISBN 978-82-92978-02-3
- 2012 – Assyrian, Babylonian, Egyptian, and Persian Chronology Compared with the Chronology of the Bible, Volume 1: Persian Chronology and the Length of the Babylonian Exile of the Jews, Second edition ISBN 978-82-92978-03-0
- 2012 – Assyrian, Babylonian, Egyptian, and Persian Chronology Compared with the Chronology of the Bible, Volume 2: Assyrian, Babylonian and Egyptian Chronology, Second edition ISBN 978-82-92978-04-7
- Can We Trust the Bible? With Focus on the Creation Account, the Worldwide Flood, and the Prophecies (Gramma Forlag, 2019).. Defiende el relato bíblico de la Creación (creacionismo) y la existencia del Diluvio Universal, con argumentos filologicos y conclusiones tomadas de publicaciones académicas.
- My beloved Religion – and the Governing Body (Awatu Publishers, Larvik 2020). Sostiene que los Testigos de Jehová son la única religión verdadera y defiende su doctrina del año 1914 como una señal del "fin de los tiempos", pero critica el poder excesivo de los dirigentes (el llamado "cuerpo gobernante") de la organización.